# 779

## Esdeveniments
- Fi de les capitulacions del Regne de Tudmir a causa de la seva col·laboració a la revolta abbàssida de l'any anterior.

## Necrològiques
- 23 de maig, Chang'an (Xina): Emperador Daizong de Tang (xinès: 唐代宗), va ser el vuitè emperador de la Dinastia Tang i va regnar entre el 762 i el 779. El seu regnat va estar especialment marcat pel creixement del poder dels eunucs dins la Cort (n. 727).[1]